# 니시호촌 (이시카와현)
니시호촌(西保村)은 이시카와현 후게시군에 설치되었던 촌이다.